# Liste der Biografien/Garg
Liste der Biografien |
Portal Biografien |
Personensuche
# |
A |
B |
C |
D |
E |
F |
G |
H |
I |
J |
K |
L |
M |
N |
O |
P |
Q |
R |
S |
T |
U |
V |
W |
X |
Y |
Z |
?
 
Ga |
Gb |
Gc |
Gd |
Ge |
Gf |
Gh |
Gi |
Gj |
Gk |
Gl |
Gm |
Gn |
Go |
Gp |
Gq |
Gr |
Gs |
Gu |
Gv |
Gw |
Gy |
Gz
 
Gaa |
Gab |
Gac |
Gad |
Gae |
Gaf |
Gag |
Gah |
Gai |
Gaj |
Gak |
Gal |
Gam |
Gan |
Gao |
Gap |
Gaq |
Gar |
Gas |
Gat |
Gau |
Gav |
Gaw |
Gax |
Gay |
Gaz
 
Gara |
Garb |
Garc |
Gard |
Gare |
Garf |
Garg |
Garh |
Gari |
Gark |
Garl |
Garm |
Garn |
Garo |
Garp |
Garr |
Gars |
Gart |
Garu |
Garv |
Garw |
Gary |
Garz
Die Liste der Biografien führt alle Personen auf, die in der deutschsprachigen Wikipedia einen Artikel haben. Dieses ist eine Teilliste mit 41 Einträgen von Personen, deren Namen mit den Buchstaben „Garg“ beginnt.

## Garg
- Garg, Alois (* 1912), deutscher Schauspieler und Hörspielsprecher
- Garg, Anu (* 1967), indisch-amerikanischer Autor, Informatiker
- Garg, Bijoy (* 2002), US-amerikanischer Autorennfahrer
- Garg, Heiner (* 1966), deutscher Politiker (FDP), MdLHeiner Garg (* 1966)

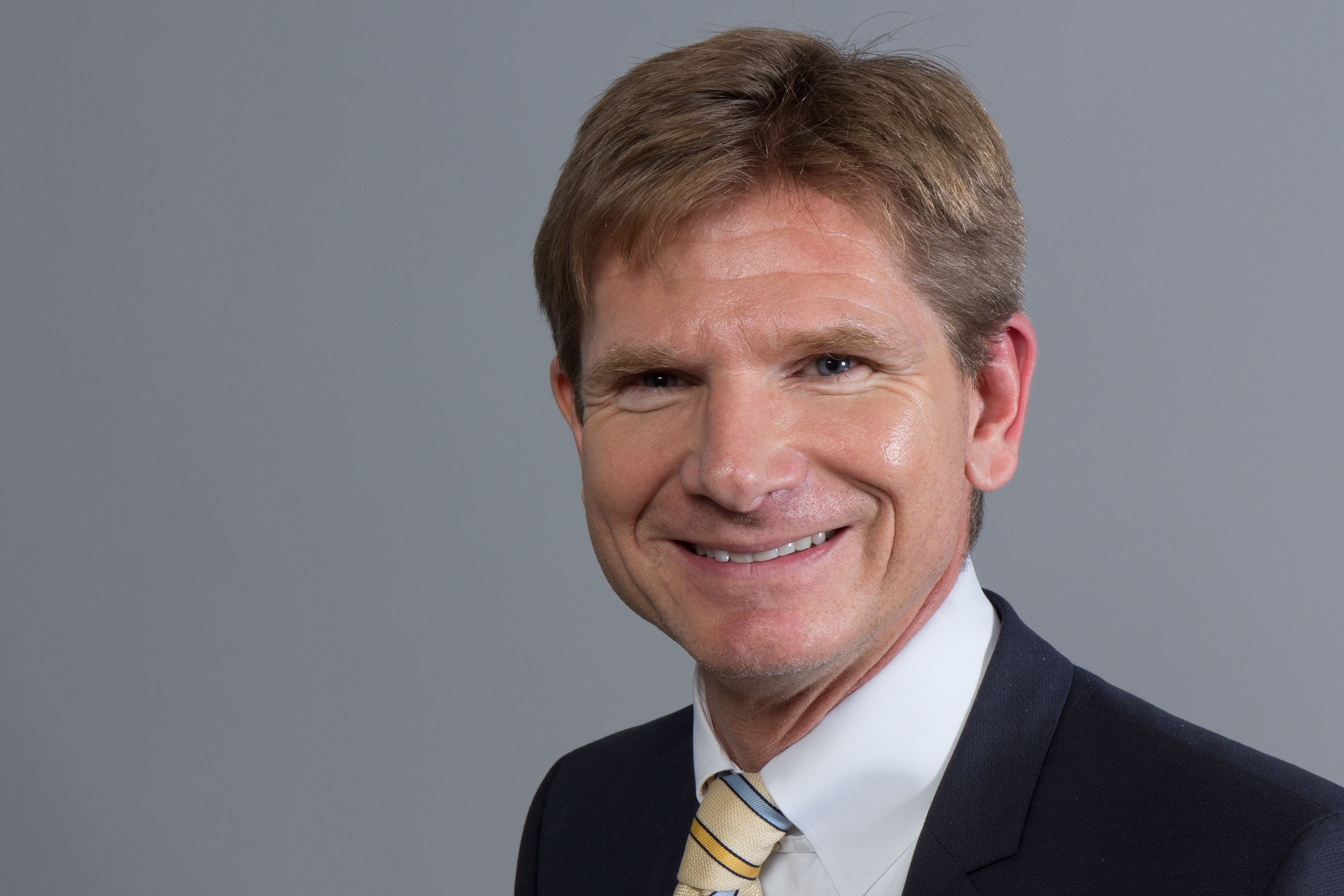
Heiner Garg (* 1966)

- Garg, Zubeen (* 1972), indischer Sänger, Komponist, Songwriter, Musikproduzent

### Garga
- Garga, Bhagwan Das (1924–2011), indischer Dokumentarfilmer und Filmhistoriker
- Gargal, Tomás (1536–1614), katalanischer Ordensgeistlicher, Bischof von Malta
- Gargallo, Ligia (* 1933), argentinisch-chilenische pharmazeutische Chemikerin und Hochschullehrerin
- Gargallo, Lluís Vicenç († 1682), Komponist und Kapellmeister aus dem katalanischen Kulturraum
- Gargallo, Pablo (1881–1934), spanischer Bildhauer und Maler
- Gargan, Edward (1902–1964), US-amerikanischer Filmschauspieler und Fernsehschauspieler
- Gargan, William (1905–1979), amerikanischer Film- und Fernsehschauspieler
- Gargani, Giuseppe (* 1935), italienischer Rechtsanwalt und Politiker, MdEP
- Gargani, Maria (1892–1973), italienische römisch-katholische Ordensfrau und Ordensgründerin, Selige
- Gargano, Camillo (1942–1999), italienischer Segler
- Gargano, Charles (* 1934), US-amerikanischer Unternehmer und Diplomat
- Gargano, Francesco (1899–1975), italienischer Säbelfechter
- Gargano, Johnny (* 1987), US-amerikanischer Wrestler
- Gargano, Nicholas (1934–2016), britischer Boxer
- Gargano, Petra (* 1985), finnische Popsängerin
- Gargano, Reinaldo (1934–2013), uruguayischer Politiker und Diplomat
- Gargano, Walter (* 1984), uruguayischer Fußballspieler
- Garganta i Vila-Manyà, Josep Maria de (1878–1928), katalanischer Dichter und Lyrikübersetzer
- Gargas, Sigismund (1876–1948), polnischer Wirtschafts- und Sozialwissenschaftler, Jurist und Publizist
- Gargasch, Anwar bin Mohammed (* 1959), Minister of State im Außenministerium der Vereinigten Arabischen Emirate
- Gargaud Chanut, Denis (* 1987), französischer Kanute

### Garge
- Gargees, Imad Khoshaba (* 1978), irakischer Geistlicher und chaldäisch-katholischer Erzbischof von Teheran
- Garger, Kurt (* 1960), österreichischer FußballspielerKurt Garger (* 1960)

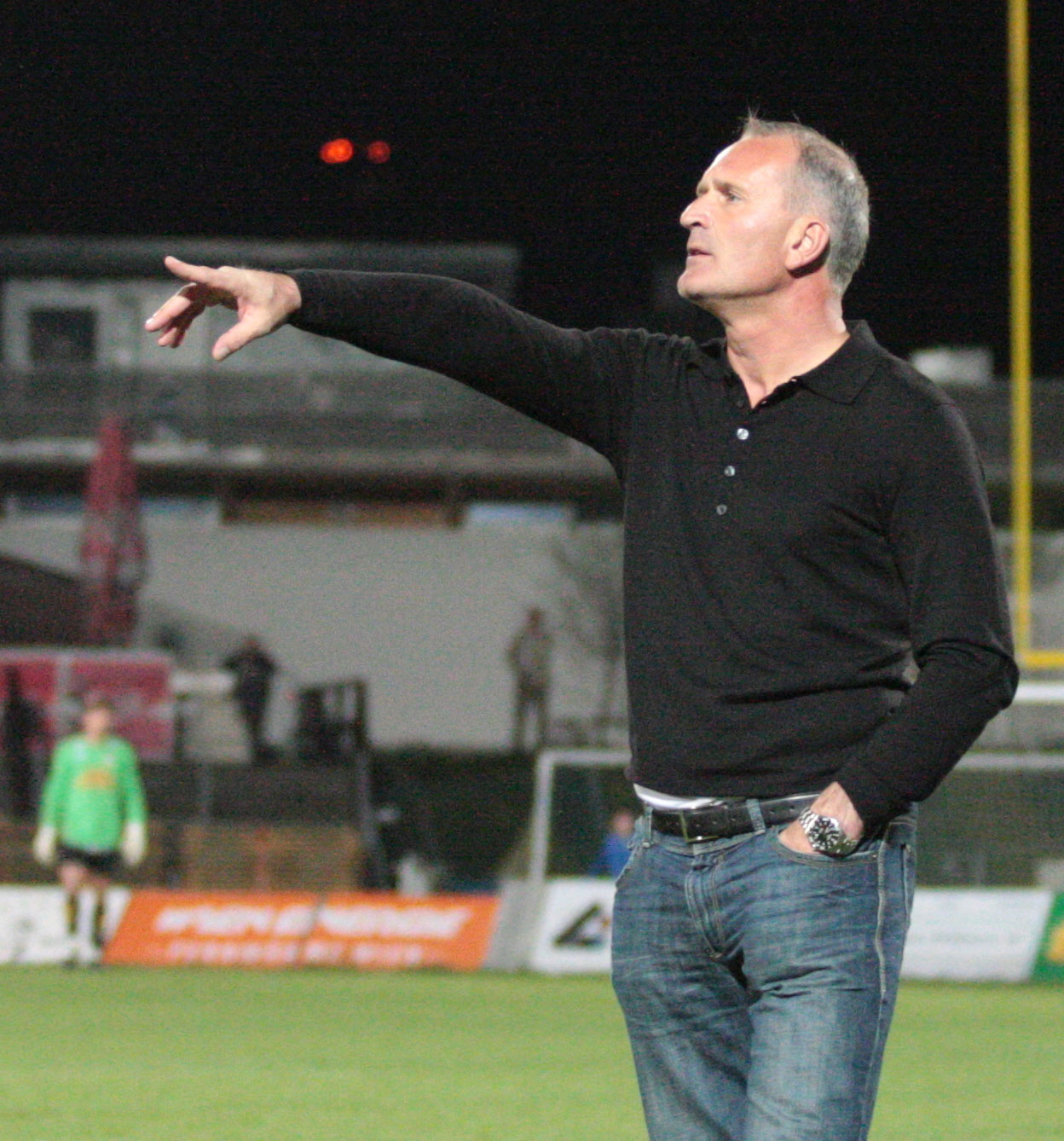
Kurt Garger (* 1960)

### Gargi
- Gargilius Antiquus, Quintus, römischer Konsul (119)
- Gargilius Martialis, Quintus, römischer Offizier (Kaiserzeit)
- Gargilius Martialis, Quintus, römischer Schriftsteller
- Gargitter, Eduard (1928–2021), österreichischer Politiker (SPÖ), Mitglied des Bundesrates
- Gargitter, Helmut (* 1967), italienischer Bergsteiger und hauptberuflicher Bergführer
- Gargitter, Joseph (1917–1991), italienischer Geistlicher, Bischof des Bistums Bozen-Brixen
- Gargiullo, Alfredo (1906–1928), italienischer Sprinter
- Gargiulo, Anton, neuseeländischer Badmintonspieler
- Gargiulo, Bonaventura (1843–1904), italienischer römisch-katholischer Priester, Kapuziner und Bischof des Bistums San Severo
- Gargiulo, Domenico, italienischer Maler
- Gargiulo, Raffaele (1785–1870), italienischer Konservator, Restaurator und Kunsthändler

### Gargo
- Gargo, Mohammed (* 1975), ghanaischer Fußballspieler

### Gargu
- Garguła, Łukasz (* 1981), polnischer Fußballspieler